# Ján Bodnár
Ján Bodnár (* 30. května 1948 Košice) je bývalý slovenský fotbalový obránce a trenér.

## Hráčská kariéra
V československé lize hrál za Lokomotívu Košice. Nastoupil ve 12 ligových utkáních, gól nevstřelil.

### Prvoligová bilance
| Ročník                                   | Zápasy | Góly | Minuty | Klub              |
| ---------------------------------------- | ------ | ---- | ------ | ----------------- |
| 1. československá fotbalová liga 1966/67 | 5      | 0    | –      | Lokomotíva Košice |
| 1. československá fotbalová liga 1969/70 | 7      | 0    | –      | Lokomotíva Košice |
| CELKEM                                   | 12     | 0    | –      |                   |

## Trenérská kariéra
- 1. slovenská národní fotbalová liga 1985/86 – ZVL Považská Bystrica
- 1. slovenská národní fotbalová liga 1986/87 – ZVL Považská Bystrica
- 1. slovenská národní fotbalová liga 1988/89 – ZVL Považská Bystrica
- 1. československá fotbalová liga 1989/90 – ZVL Považská Bystrica